# Organowolfraamchemie
In de organowolfraamchemie worden verbindingen bestudeerd waarin een directe binding voorkomt tussen koolstof en wolfraam. Wolfraam is een metaal, zodat de organowolfraamchemie een subdiscipline vormt van de organometaalchemie.

## Vergelijking met de organochroomchemie
Wolfraam hoort tot groep 6 van het periodiek systeem, de chroomgroep, en vertoont in zijn organometaalverbindingen duidelijke overeenkomsten met organochroomverbindingen, maar ook verschillen. Daar waar de Cr(III)-watergecomplexeerde alkylverbindingen goed beschreven zijn, zijn de overeenkomstige W(III)-verbindingen dat niet. Chromoceen is een stabiele verbinding terwijl wolframoceen zeer reactief is. Anderzijds vormt wolfraam, in tegenstelling tot het kleinere chroomatoom, makkelijk verbindingen van het type Cp2WX2 (hierbij staat Cp voor cyclopentadieen). Alkyl- en arylcomplexen met de algemene formule R4W zijn zeldzaam. Anderzijds bestaat er in de organochroomchemie geen tegenhanger voor hexamethylwolfraam.
Vergelijkbaar met hexamethylwolfraam is wolfraamhexacarbonyl en de verwante carbeen- en carbyncomplexen. Carbonylcomplexen van het type [CpM(CO)3]2 (met M een metaalion) zijn zowel voor wolfraam als voor chroom en molybdeen bekend. De chroomverbinding is door sterische hindering van de substituenten wel minder stabiel: de binding tussen de twee chroomatomen is gevoelig voor homolytische splitsing.

## Navigatie
Navigatie Koolstof-elementbinding